# Juan Alonso (Mayagüez)
Juan Alonso es un barrio ubicado en el municipio de Mayagüez en el estado libre asociado de Puerto Rico. En el Censo de 2010 tenía una población de 1158 habitantes y una densidad poblacional de 160,37 personas por km².

## Geografía
Juan Alonso se encuentra ubicado en las coordenadas 18°11′33″N 67°5′55″O / 18.19250, -67.09861. Según la Oficina del Censo de los Estados Unidos, Juan Alonso tiene una superficie total de 7.22 km², que corresponden a tierra firme.

## Demografía
Según el censo de 2010, había 1158 personas residiendo en Juan Alonso. La densidad de población era de 160,37 hab./km². De los 1158 habitantes, Juan Alonso estaba compuesto por el 83.33% blancos, el 4.92% eran afroamericanos, el 0.52% eran amerindios, el 0.09% eran asiáticos, el 5.44% eran de otras razas y el 5.7% pertenecían a dos o más razas. Del total de la población el 98.36% eran hispanos o latinos de cualquier raza.